# Groß-Bieberau-Reinheimer Eisenbahn
Die Groß-Bieberau-Reinheimer Eisenbahn GmbH (GBRE) ist eine deutsche Eisenbahngesellschaft, die auf dem Reststück der Gersprenztalbahn Güterverkehr betreibt. Sitz ist in Hanau im Main-Kinzig-Kreis in Hessen.
Sie ist eine hundertprozentige Tochter der Odenwälder Hartstein-Industrie AG. Diese war am Fortbestand einer Eisenbahnverbindung von ihrem Werk in Groß-Bieberau nach Reinheim interessiert. Die Hessische Landesbahn GmbH (HLB), die seit 1955 Eigentümerin der „Gersprenztalbahn“ Reinheim – Reichelsheim war, stellte den Güterverkehr auf dem betreffenden Abschnitt am 30. September 1964 ein. Daraufhin führte die Odenwälder Hartstein-Industrie ab 1. Oktober den öffentlichen Güterverkehr selbst im Auftrag der HLB weiter. Betriebsführerin war weiterhin die Deutsche Eisenbahn-Gesellschaft.
Seit 16. September 2009 wurde die Strecke wieder für den öffentlichen Verkehr freigegeben. Den Betrieb führt die Deutsche Museums-Eisenbahn.

## Geschichte
Die GBRE wurde 1964 unter der Regie der Odenwälder Hartstein-Industrie gegründet und übernahm von der „Reinheim-Reichelsheimer Eisenbahn“ die Strecke von Reinheim nach Groß-Bieberau. Sie führte auf dieser Strecke den Güterverkehr zu einem großen Steinbruch durch.
Im September 1965 wurde die Groß-Bieberau-Reinheimer Eisenbahn GmbH gegründet und erwarb das Eigentum an der 4,6 km langen Bahn sowie die Konzession. Im Laufe der Jahre wurden die Transporte von Produkten der Hartstein-Industrie immer mehr auf die Straße verlagert. Schließlich wurde der Verkehr am 12. Dezember 2001 vollständig stillgelegt. Es haben aber auch danach noch Bedienungen der Strecke stattgefunden. Seit der Wiedereröffnung 2009 ist wieder Gelegenheitsverkehr auf der Strecke.
Zum Jahresende 2001 endete der DB-Cargo-Güterverkehr nach Reinheim. Gleichzeitig kündigte der nahezu einzige Kunde des Steinbruchs, die Deutsche Bahn, an, zukünftig keinen Schotter mehr über den Schienenweg aus Groß-Bieberau zu beziehen. Aus diesem Grund stellte die GBRE ihren Güterverkehr ein.
Seit September 2009 wird in Groß-Bieberau wieder Schotter auf Bahnwagen verladen. Die Strecke ist öffentlich.